# Sant'Anna Arresi
Sant'Anna Arresi är en ort och kommun i provinsen Sydsardinien i regionen Sardinien i sydvästra Italien. Kommunen hade 2 739 invånare (2017).